# کیک بستنی

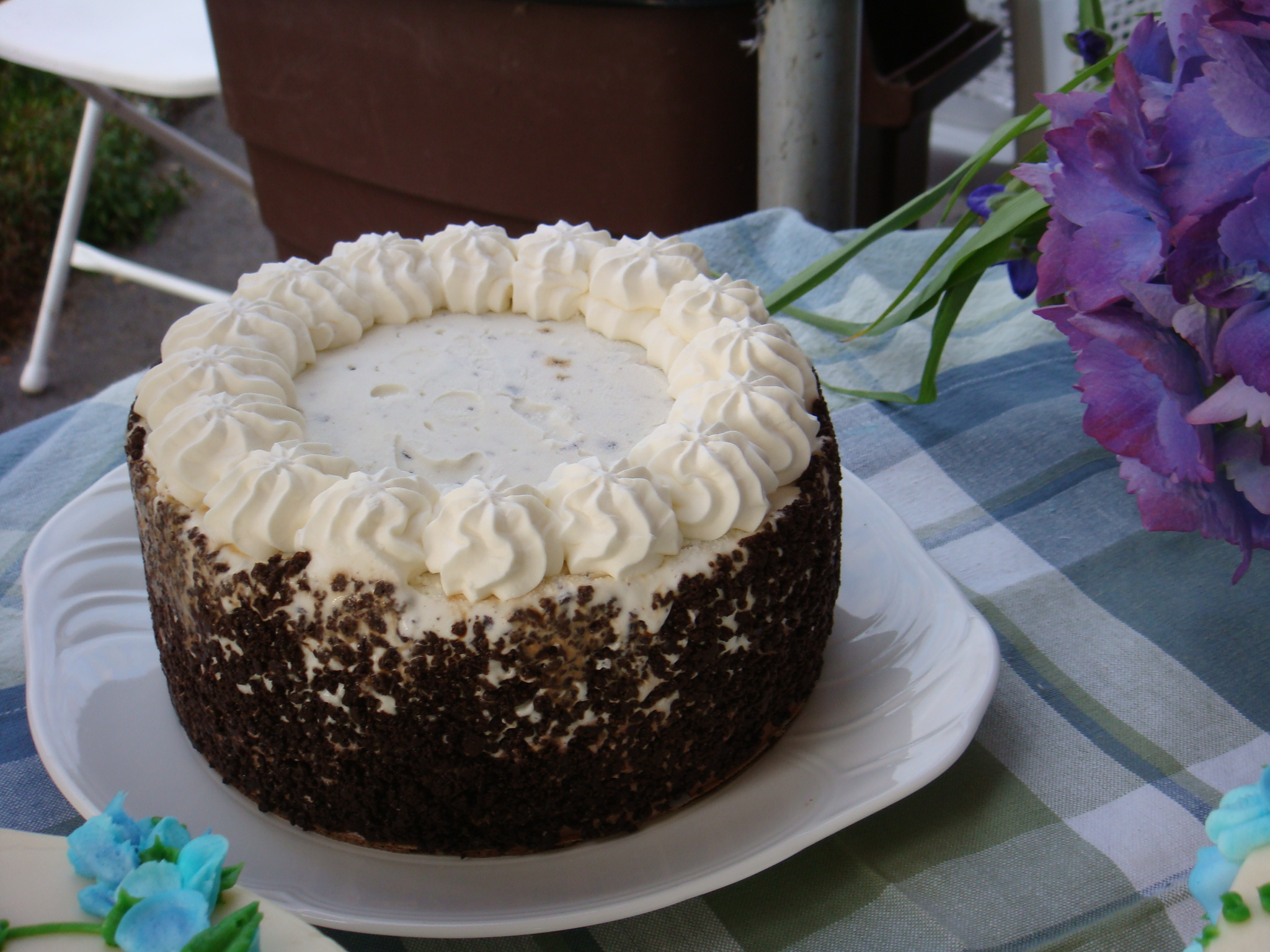
کیک بستنی شکلاتی

کیک بستنی نوعی کیک ساخته شده با بستنی است. این کیک‌ها می‌توانند کیک‌های پخته نشده باشند یا ممکن است کیک‌های لایه ای با بستنی بین لایه‌های کیک اسفنجی باشد که یک شکل محبوب آن کیک سه لایه است که یک لایه بستنی بین دو لایه کیک دارد.
در یک دستور پخت معمولی، اجزای کیک به روش معمول پخته می‌شوند و در صورت لزوم برش داده می‌شوند و منجمد می‌شوند. بستنی به شکل‌های مختلف به صورت قالبی درآمده و سپس این اجزا در حالت یخ زده جمع می‌شوند. از خامه فرم گرفته غالباً برای تزئین استفاده می‌شود.
کیک بستنی یکی از پیش غذاهای مهمانی است که اغلب در روزهای تولد و عروسی به ویژه در آمریکای شمالی و استرالیا سرو می‌شود ولی در اروپا و آسیا به اندازه کافی شناخته شده نیست.